# Королева ночи
«Королева ночи» (укр. «Королева ночі») — мініальбом української співачки Олі Полякової, випущений 2019 року.

## Сингли
19 вересня 2017 року співачка випустила новий сингл «Бывший». 30 жовтня вийшов відеокліп, режисером якого став Дмитро Маніфест, також у кліпі знявся колишній партнер співачки за проектом «Танці з зірками» Степан Місюрка.
24 травня 2018 був представлений другий сингл «Королева ночи», а також відеокліп на нього. Режисерами нового кліпу виступили Дмитро Маніфест і Дмитро Шмурак, автором пісні — Ольга Животкова. Пісня отримала золоту сертифікацію на території України, а також премію «Музична платформа».
19 листопада того ж року був випущений промосингл «Любовница», який співачка почала виконувати в новому турі «Королева ночи». Пісня є баладою, чим помітно виділяється на тлі інших пісень у репертуарі співачки.
15 лютого 2019 року був випущений новий сингл «Лёд тронулся», а прем'єра кліпу відбулася 8 березня. Відео зняв режисер Алан Бадоєв, зйомки проходили в Льодовому палаці в Броварах, за участю чемпіона України та Європи в одиночному катанні, фігуриста Дмитра Дмитренка. Пісня була відзначена як «Краща пісня» на премії «Музична платформа».
5 липня 2019 року був представлений сингл «Звонила» в новому аранжуванні.

## Список композицій
| #     | Назва           | Автор слів        | Автор музики      | Тривалість |
| ----- | --------------- | ----------------- | ----------------- | ---------- |
| 1.    | «Королева ночи» | Ольга Животкова   | Ольга Животкова   | 3:36       |
| 2.    | «Лёд тронулся»  | Дмитрий Сысоев    | Михаил Кошевой    | 3:38       |
| 3.    | «Любовница»     |                   |                   | 3:41       |
| 4.    | «Звонила»       | Мирослав Кувалдин | Мирослав Кувалдин | 3:44       |
| 5.    | «Мадонна»       |                   |                   | 3:59       |
| 6.    | «Семирамида»    |                   |                   | 3:43       |
| 7.    | «Бывший»        | Мирослав Кувалдин | Михаил Ясинский   | 3:22       |
| 25:45 |                 |                   |                   |            |

## Тур «Королева ночи»
26 жовтня 2018 року співачка презентувала своє нове шоу «Королева ночи» в київському Палаці спорту при повному аншлагу. 26 жовтня, але вже 2019 року в тому ж Палаці спорту співачка закрила своє всеукраїнське турне і знову і повному аншлагу. Шоу було із захопленням зустрінуте багатьма виданнями, багато описали його як «шоу високого класу». Шоу було номіновано на премію YUNA як найкраще концертне шоу в 2018 і 2019 роках.
18 листопада 2019 року була показана телеверсія концерту на телеканалі 1+1.
20 листопада 2019 року шоу було показано в Мінську, на арені Prime Hall. Також в січні 2020 року з концертами співачка відвідала США і Канаду.
Сет-лист
1. «Королева ночи»
2. «Номер один»
3. «Polyakova style»
4. «Любовница»
5. «Звонила»
6. «Лёд тронулся»
7. «Love is…»
8. «Мама»
9. «Бывший»
10. «Мадонна»
11. «О Боже, как больно»
12. «Цветочек аленький»
13. «Люли»
14. «Первое лето без него»
15. «Шлёпки»
16. «Семирамида»

На біс
1. «Королева ночи»

## Нагороди та номінації
| Рік  | Нагорода          | Категорія               | Номінант              | Результат | Прим.  |
| ---- | ----------------- | ----------------------- | --------------------- | --------- | ------ |
| 2018 | Музична платформа | Краща пісня             | «Королева ночи»       | Перемога  | [ 8 ]  |
| 2019 | YUNA              | Краща виконавиця        | Оля Полякова          | Номінація | [ 18 ] |
| 2019 | YUNA              | Найкраще концертне шоу  | Королева ночи         | Номінація | [ 18 ] |
| 2019 | Музична платформа | Краща пісня             | «Лёд тронулся»        | Перемога  | [ 11 ] |
| 2020 | YUNA              | Найкращий естрадний хіт | «Любовница»           | Перемога  | [ 19 ] |
| 2020 | YUNA              | Найкраще концертне шоу  | Королева ночи. На бис | Номінація | [ 19 ] |